# Neosiphonia schmidti
Neosiphonia schmidti är en svampdjursart som beskrevs av William Johnson Sollas 1888. Neosiphonia schmidti ingår i släktet Neosiphonia och familjen Phymatellidae. Inga underarter finns listade i Catalogue of Life.